# Bahnhof Eckertal
Der Bahnhof Eckertal war ein Durchgangsbahnhof in Eckertal (Bad Harzburg) an der Bahnstrecke Heudeber-Danstedt–Bad Harzburg.

## Geschichte
Der Bahnhof wurde zusammen mit dem Abschnitt Ilsenburg – Bad Harzburg als Bahnhof Eckerthal am Harzrand am 30. September 1894 eröffnet. Dabei wurde das Bahnhofsgelände in Absprache zwischen der Kreisdirektion Wolfenbüttel und der Staatsdirektion des Herzogtums Braunschweig von der Forstgemarkung Schimmerwald zum Stadtbezirk Harzburg umgegliedert. Der Bahnhof verfügte anfänglich über acht Gleise, von denen die Gleise 1 und 2 über Bahnsteige verfügten und für Zugkreuzungen genutzt werden konnten. Die anderen sechs Gleise dienten dem Güterverkehr, der in erster Linie den Holzumschlag betraf. Weiterhin gab es eine Holz- und Steinrampe, eine Seitenrampe und mehrere Lagerplätze, einen Bockkran mit fünf Tonnen Tragfähigkeit und eine Gleiswaage. Der Fahrdienstleiter versah seinen Dienst in einem Anbau des Empfangsgebäudes, an der westlichen Ausfahrt bestand weiterhin das Wärterstellwerk Ew. Der Sommerfahrplan von 1912 sah in Eckertal täglich mindestens elf Zugpaare vor, die zwischen Halberstadt/Wernigerode und Bad Harzburg/Goslar verkehrten.
Unmittelbar östlich des Einfahrsignals befand sich ab 1945 die Grenze zwischen der Sowjetischen und Britischen Besatzungszone. Bis 1946 befuhren in Absprache mit den Besatzungsmächten noch Flüchtlingszüge die Strecke, bevor diese unterbrochen wurde. Die Deutsche Bundesbahn setzte ab 1949 werktags nur noch ein Personenzugpaar ab Bad Harzburg ein. Wegen der geringen Nachfrage wurde der Reisezugverkehr zum Fahrplanwechsel am 21. Mai 1955 eingestellt. Bis zum 27. September 1958 setzte die Bundesbahn noch Busse im Schienenersatzverkehr ein. Der Güterverkehr zur Bedienung des Sägewerks Ohnesorg wurde zunächst noch aufrechterhalten. Wegen des schlechten Oberbauzustandes musste die Streckengeschwindigkeit auf 10 km/h reduziert werden. Eine Spurerweiterung führte am 11. Mai 1957 zur Einstellung des Güterverkehrs. Die für das Sägewerk bestimmten Frachten wurden fortan auf Kosten der Bundesbahn per LKW befördert, dieser Schienenersatzverkehr blieb bis zur Schließung des Sägewerks in Folge eines Großbrandes 1963 bestehen. Die offizielle Stilllegung der Strecke erfolgte zum 31. Dezember 1973. Vier Jahre darauf fand der Rückbau der Gleisanlagen statt. Das Empfangsgebäude nutzte ab 1968 mit Zustimmung der DB ein Sportverein aus Wolfenbüttel. 1984 übernahm der RSV Hannover das als Karl-Heinz-Gehrke-Heim bezeichnete Gebäude.